# Karen Josephson
Karen Josephson   (Bristol, 10 de gener de 1964) és una nedadora estatunidenca, ja retirada, especialitzada en natació sincronitzada que va competir durant les dècades de 1980 i 1990.
El 1988 va prendre part en els Jocs Olímpics d'Estiu de Seül, on disputà les dues proves del programa de natació sincronitzada. En la prova per parelles, junt a la seva germana bessona Sarah Josephson, guanyà la medalla de plata, mentre en la prova de solo quedà eliminada en la classificació. Quatre anys més tard, als Jocs de Barcelona guanyà la medalla d'or en la mateixa prova per parelles, novament amb la seva germana. En la prova de solo tornà a quedar eliminada en la classificació.
En el seu palmarès també destaquen dues medalles d'or i dues de plata als Campionat del Món de natació de 1982, dues medalles d'or als Jocs Panamericans, entre moltes altres victòries.
El 1997 fou inorporada a l'International Swimming Hall of Fame.